# Getinjo
Getinjo (bürgerlich: Getoar Aliu; * 13. Juni 1990 in Ferizaj, Kosovo) ist ein kosovarischer Sänger und Songwriter.

## Leben
Getoar Aliu wurde 1990 in Jugoslawien geboren, seine Familie wanderte 1993 mit ihm nach Deutschland aus. 2004 kehrte er nach Kosovo zurück, wo er begann, eigene Texte zu schreiben und Musik zu machen. 2007 nahm er seinen ersten Song auf, 2009 folgte sein erstes Musikvideo zu Goodbye My Love. Ende 2011 nahm er sein erstes Album Young Ghetto auf. Gemeinsam mit der Künstlerin Kida erreichte er 2016 die Spitze der albanischen Charts.
Getinjo war bei dem Label „OnRecords“ unter Vertrag, welches er jedoch mit seinem Bruder Mozzik verließ, um ihr eigenes Label „2 Euro Gang“ zu gründen. Es folgten Zusammenarbeiten mit den deutschen Rappern und Producern Veysel, Macloud und Joshimixu.

## Diskografie

### Singles (Auswahl)
- 2013: Kaos
- 2013: Femna
- 2014: NO
- 2014: My Love
- 2015: Lavire
- 2015: Sjena mo (ft. Eva)
- 2015: Kukllat (ft. Endri)
- 2016: Njeri (ft. Nikka)
- 2016: O moj pare (2016)
- 2016: Monster (ft. Baby G)
- 2016: Tony Montana (ft. Mozzik)
- 2016: Ku je (ft. Kida)
- 2017: Helem
- 2017: Sexy
- 2018: Para Siempre (feat. Mozzik)
- 2018: 50
- 2019: Sillet
- 2019: Selfmade